# InterGen
InterGen ist ein privater US-amerikanischer Kraftwerksbetreiber.
Das Unternehmen war 1995 bei der Übernahme der J. Makowski Company durch Bechtel und Pacific Gas and Electric (PG&E) gegründet worden. 1997 übernahm Shell Trading den Anteil von PG&E, was eine starke Wachstumsphase auslöste. 2005 wurde InterGen an den Ontario Teachers’ Pension Plan und AIG Highstar verkauft. 2008 verkaufte AIG Highstar seinen 50 %-Anteil an die indische GMR Group.
2011 übernahmen die China Huaneng Group und die Guangdong Yudean Group den Anteil von GMR.

## Kraftwerke
| Kraftwerk                                | Land                   | Leistung | Inbetriebnahme |
| ---------------------------------------- | ---------------------- | -------- | -------------- |
| Rocksavage                               | Vereinigtes Königreich | 810 MW   | 1998           |
| Callide C                                | Australien             | 920 MW   | 2001           |
| Coryton                                  | Vereinigtes Königreich | 800 MW   | 2002           |
| La Rosita                                | Mexiko                 | 1100 MW  | 2003           |
| Millmerran                               | Australien             | 850 MW   | 2003           |
| Spalding                                 | Vereinigtes Königreich | 880 MW   | 2004           |
| Rijnmond II                              | Niederlande            | 428 MW   | 2004           |
| Windpark Sierra Juarez (Baja California) | Mexiko                 | 155 MW   | 2015           |
| San Luis de la Paz                       | Mexiko                 | 205 MW   | 2015           |